# Laye
Laye é uma comuna francesa na região administrativa da Provença-Alpes-Costa Azul, no departamento de Altos-Alpes. Estende-se por uma área de 10,55 km². Em 2010 a comuna tinha 246 habitantes (densidade: 23,3 hab./km²).